# Privjetrinski prolaz
Privjetrinski prolaz (fra. Passage au Vent; špa. Paso de los Vientos) je tjesnac u Karipskom moru, između otoka Kube i Hispaniole. Tjesnac se konkretno nalazi između najistočnije regije Kube i sjeverozapada Haitija. Prolaz je širok 80 km, a ima graničnu dubinu od 1,700 m.
S otokom Navassa na svom južnom pristupu, prolaz povezuje Atlantski ocean s Karipskim morem i nalazi se na izravnom putu plovidbe između Panamskog kanala i istočne obale Sjedinjenih Država I s istočnog vrha kubanske provincije Guantánamo, i sa zapadnog vrha haitijskog departmana Nord-Ouest, moguće je vidjeti svjetla s druge strane prolaza.

## Teritorijalni spor
Desetljećima su Kuba i Haiti vodili spor oko definiranja morske granice između dviju država. Godine 1977.  su napokon postigli  Sporazum o njihovoj pomorskoj granici kojim je uspostavljena službena granica.

## Geologija
Rasjedna zona Septentrional-Oriente prolazi kroz Privjetrinski prolaz od južne obale Kube do sjeverne obale Hispaniole. Tijekom holocena stopa klizanja između ova dva otoka bila je 9 ± 3 mm/godina. Septentrijski rasjed proteže se istočno barem do još uvijek aktivnog rasjeda Mona u prolazu Mona, gdje se događa širenje između Hispaniole i Portorika. Rasje je posljednji put bio aktivan 1842. godine; potres i tsunami koji su nastali uništili su Cap Haitien. Značajna seizmička opasnost i dalje postoji na ovom rasjedu.
Područje Privjetrinskog prolaza detaljno je proučavano na putovanju E/V Nautilusa u kolovozu 2014. uz pomoć ROV -a Hercules. Ova ekspedicija omogućila je mjerenja cirkulacije vode kroz tjesnac, kao i promatranje životinjskog svijeta na dubokom kontinentalnom pojasu.